# Amphoe Chiang Muan

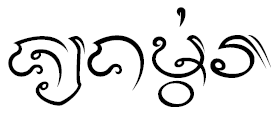
„Chiang Muan“ in Lanna-Schrift

Amphoe Chiang Muan (thailändisch อำเภอ เชียงม่วน) ist ein Landkreis (Amphoe – Verwaltungs-Distrikt) im Süden der Provinz Phayao. Die Provinz Phayao liegt im nordöstlichen Teil der Nordregion von Thailand.

## Geographie
Amphoe Chiang Muan liegt im Süden der Provinz Phayao und grenzt an die Provinzen Nan und Phrae.
Chiang Muan grenzt von Westen im Uhrzeigersinn gesehen an die Amphoe Dok Khamtai und Pong in der Provinz Phayao, Amphoe Ban Luang in der Provinz Nan sowie Song in der Provinz Phrae.
Ein wichtiger Fluss des Landkreises ist der Mae Nam Yom (Yom Fluss).
Der Nationalpark Doi Phu Nang liegt ebenfalls in Chiang Muan.

## Ausbildung
Chiang Muan wurde von der thailändischen Regierung finanziell unterstützt, die Ausbildungssituation in ländlichen Gebieten von Phayao zu verbessern. Daraufhin konnte die Chiang Muan Wittayakhom-Schule gebaut werden, die als weiterführende Schule für die Klassen 6 bis 12 angelegt ist.

## Geschichte
Chiang Muan war ursprünglich Teil des Amphoe Ban Muang (บ้านม่วง) der Provinz Chiang Rai, der später als Amphoe Pong umbenannt wurde. Am 12. Mai 1969 wurde der „Zweigkreis“ (King Amphoe) Chiang Muan als untergeordnete Verwaltungseinheit des Amphoe Pong gebildet und umfasste die zwei Tambon Chiang Muan und Sa.  Am 1. April 1974 erfolgte dann die Aufwertung zum vollen Amphoe. Nachdem 1977 die neue Provinz Phayao gebildet wurde, brachte man Chiang Mun in diese ein.

## Verwaltung

### Provinzverwaltung
Der Landkreis Chiang Muan ist in drei Tambon („Unterbezirke“ oder „Gemeinden“) eingeteilt, die sich weiter in 34 Muban („Dörfer“) unterteilen.
| Nr. | Name        | Thai    | Muban | Einw. |
| --- | ----------- | ------- | ----- | ----- |
| 01. | Chiang Muan | เชียงม่วน | 10    | 7.077 |
| 02. | Ban Mang    | บ้านมาง  | 11    | 5.788 |
| 03. | Sa          | สระ     | 13    | 6.195 |

### Lokalverwaltung
Es gibt eine Kommune mit „Kleinstadt“-Status (Thesaban Tambon) im Landkreis:
- Chiang Muan (Thai: เทศบาลตำบลเชียงม่วน) bestehend aus dem kompletten Tambon Chiang Muan und Teilen des Tambon Ban Mang.

Außerdem gibt es zwei „Tambon-Verwaltungsorganisationen“ (องค์การบริหารส่วนตำบล – Tambon Administrative Organizations, TAO)
- Ban Mang (Thai: องค์การบริหารส่วนตำบลบ้านมาง) bestehend aus Teilen des Tambon Ban Mang.
- Sa (Thai: องค์การบริหารส่วนตำบลสระ) bestehend aus dem kompletten Tambon Sa.